# 양산 신흥사 대광전 석조석가여래삼존좌상
양산 신흥사 대광전 석조석가여래삼존좌상(梁山 新興寺 大光殿 石造釋迦如來三尊坐像)은 대한민국 경상남도 양산시 원동면, 신흥사에 있는 불상이다. 2015년 1월 15일 경상남도의 유형문화재 제577호로 지정되었다.

## 지정 사유
「양산 신흥사 대광전 석조석가여래삼존좌상」은 큰 눈, 콧방울이 선명한 오뚝한 코, 얇고 긴 입술에 개성 있는 얼굴 모습, 양 다리 사이에 띠처럼 표현한 옷자락의 가장자리, 그리고 왼손 아래에 표현된 작은 잎사귀 모양의 소매 자락 등이 특징으로 조선후기의 시대성이 반영된 작품이다. 특히 평면적인 옷주름, 하반신에서 느껴지는 석재의 무게감은 불석제 불상 특유의 조각적 특징이 드러나 있다. 불상을 만든 조각승은 정확하게 알 수 없지만 얼굴 인상이나 신체, 옷주름의 표현 등에서 17세기 후반에 활동한 승호의 석조불상과 유사하다.
따라서 신흥사 삼존상은 17세기 후반에 조성된 승호 또는 그 계열의 작품으로 판단된다. 승호는 17세기 후반 경상도지역에서 활동한 조각승으로 청도 덕사의 영산보전과 명부전(1678), 창원 성주사 지장전(1681), 기장 장안사 나한전과 명부전(1684), 청송 대전사 보광전(1685) 등 많은 기년명 작품이 남아 있다. 이 외에도 경주, 울산, 부산지역에 그가 조성한 것으로 추정되는 불상들이 남아있어 경상도 지역에서 활동한 대표적인 불석제 불상의 조각승인 점에서 중요하다.
신흥사 대광전 석조석가여래삼존좌상은 145cm에 이르는 대규모의 불상으로 현재 남아 있는 승호 계열의 작품 중 가장 크기에 해당된다. 또한 복장발원문은 남아 있지 않지만 봉안처가 분명하고, 조각승의 계보와 유파, 제작기법 연구에 중요한 자료이므로 “경상남도 유형문화재”로 지정한다.

## 같이 보기
- 양산 신흥사 대광전 (보물 제1120호)
- 양산 신흥사 대광전 벽화 (보물 제1757호)

## 참고 자료
- 양산 신흥사 대광전 석조석가여래삼존좌상 - 국가유산청 국가유산포털